# Лісогор Максим Едуардович
Макси́м Едуа́рдович Лісого́р (нар. 10 березня 1975, місто Львів) — український діяч, голова Дрогобицької районної державної адміністрації Львівської області, голова Іванківської районної державної адміністрації Київської області.

## Життєпис
Освіта вища.
Займався підприємницькою діяльністю в Миколаївській області. Був власником ТОВ «Коал продакшенс ЛТД», ТОВ «Л. Є. Р. А.», ТОВ «НВО „ЕКООЙЛ“». Також був співвласником львівської фірми «Ходорів-Агронафта».
21 травня 2015 — 29 квітня 2016 року — голова Дрогобицької районної державної адміністрації Львівської області.
29 квітня 2016 — 4 лютого 2019 року — голова Іванківської районної державної адміністрації Київської області. Член політичної партії «Європейська Солідарність».
З лютого 2019 року тимчасово не працював.